# Kop van Goeree
De Kop van Goeree is een natuurgebied op het eiland Goeree-Overflakkee, in de Nederlandse provincie Zuid-Holland. Het ligt tussen Havenhoofd en het Scheelhoekbos en bestaat uit een waterplas, rietlanden, wilgenopslag en bloemrijke dijkjes. Dit gebied van bijna zestig hectare wordt beheerd door Natuurmonumenten.
Een belangrijk onderdeel van dit natuurgebied is ’t Kiekgat. Dit was tijdens de bouw van de Haringvlietdam een werkeiland. In de jaren zeventig is er zand gewonnen waardoor er een waterplas is ontstaan. Aan deze plas bevindt zich een vogelkijkhut. Er worden hier een groot aantal verschillende soorten vogels waargenomen. In het voorjaar is het een belangrijk gebied voor rietvogels en 's winters verblijven hier een groot aantal eenden en ganzen.
Vanaf het pad onder het viaduct over het Zuiderdiep tussen Stellendam en de binnenhaven is het driehonderd meter lopen naar vogelkijkhut ´t Kiekgat. Dit is een gemarkeerde wandelroute. ´t Kiekgat is ook te overzien vanaf de Meester Snijderweg, ter hoogte van de visafslag van Stellendam.
Wandelroute de ´Koploper´, een gemarkeerde route van twintig kilometer, loopt richting deze visafslag en terug naar de parkeerplaats van de Kwade Hoek via de Nieuwendijk. In het voorjaar en de zomer is dit dijkje dat ook onderdeel uitmaakt van het natuurgebied Kop van Goeree, rijk aan bloemen. 